# Gnopharmia lapidisaria
Gnopharmia lapidisaria là một loài bướm đêm trong họ Geometridae.